# Paulo Fonteles
Paulo César Fonteles de Lima (* 11. Februar 1949 in Belém; † 11. Juni 1987 in Ananindeua) war ein brasilianischer Widerstandskämpfer.
Seine Eltern, Benedito Oswaldo Rodrigues de Lima und Cordolina Fonteles de Lima waren Jahre zuvor nach Manaus geflohen, um der Verfolgung durch das totalitäre Regime des Generals Magalhães Barata zu entgehen. Benedito war dabei erwischt worden, wie er aufrührerische Plakate an Hauswände klebte. Kurz vor Paulos Geburt kehrte die Familie nach Belém zurück. Als Paulo Fonteles fünfzehn Jahre alt war, putschten die Militärs und errichteten eine Diktatur in Brasilien.
Ab 1969 beteiligte Fonteles sich gemeinsam mit seiner Frau Hecilda Veiga am Widerstand. In der Hauptstadt Brasília koordinierte der Jurastudent die Herausgabe einer subversiven Zeitschrift, klebte nachts Plakate, die zum Widerstand gegen die Diktatur aufriefen und hoffte, das Volk werde sich erheben. Aber es kam anders: Fonteles und seine schwangere Frau wurden von der Geheimpolizei entführt und monatelang gefoltert. Das ungeborene Kind überlebte. Nach zweieinhalb Jahren Haft kam Fonteles frei. Während Brasilien in einem sanften Übergang zu einer von Oligarchien beherrschten Präsidialdemokratie wurde, entwickelte Fonteles eine poetische Sprache, die mit außergewöhnlicher Konsequenz die erlebte Folter und den Prozess der  Erinnerung wiedergibt. Als Anwalt und Landtagsabgeordneter in Pará kämpfte er seit Beginn der 1980er Jahre für die Landarbeiter gegen die kriminellen Vertreibungsmethoden der Großgrundbesitzer im Süden des an Holz und Bodenschätzen reichen Bundesstaates. Als er einen Fall von Korruption zur Sprache brachte, in den einflussreiche Familien verstrickt waren, wurde er zur Bedrohung.
Am 11. Juni 1987 erschoss ein ehemaliger Militärpolizist Paulo Fonteles in seinem Auto. Die Auftraggeber sind nie angeklagt worden. Fonteles’ Beerdigung in Belém geriet zur Massenkundgebung gegen Ungerechtigkeit und Gewalt.
Die Staatsstraße PA-150 wurde nach ihm Rodovia Paulo Fonteles benannt.

## Werk
- Wenn der Tod sich nähert, nur ein Atemzug. Aus dem brasilianischen Portugiesisch übersetzt und mit einem Essay versehen von Steven Uhly. Matthes und Seitz, Berlin 2006, ISBN 978-3-88221-874-9. (Gedichtzyklus).